# Monuments to an Elegy
Monuments to an Elegy — девятый студийный альбом американской рок-группы The Smashing Pumpkins, выпущенный 9 декабря 2014 года на лейбле BMG Rights Management. Фронтмен группы — Билли Корган отметил, что релиз будет похож на предыдущий диск — Oceania и станет частью текущего проекта группы — Teargarden by Kaleidyscope.

## Об альбоме
25 марта 2014 года, группа объявила, что они подписали контракт с лейблом BMG. Следующие два альбома будет частью этого соглашения: Monuments to an Elegy и Day for Nigh.
29 апреля, Билли Корган заявил, что группа выбрала лучшие треки для альбома, и что они будут проводить следующие три дня работая над записью ударных, вокальными аранжировками и доводя «до ума» тексты песен. Корган описал звучание альбома словами: «гитары, гитары, гитары, и ещё раз гитары» но они будут более эпично вплетены в материал, нежели, звучать грубо металлически.
7 мая было объявлено, что Томми Ли, один из основателей группы Mötley Crüe, запишет партии ударных для всех девяти треков пластинки. Позже, Корган подтвердил информацию, что Майк Бирн был уволен из группы. 26 июня, Николь Фиорентино рассказала, что она не участвует в записи альбома, но возможно, отправится с группой в турне. По словам Коргана, в настоящее время, только он и Джефф Шредер — входят в состав The Smashing Pumpkins.
21 июля, Корган объявил, что запись альбома закончена. Микширование пластинки началось 18 августа, мировая премьера состоялась 9 декабря.

## Выпуск и продвижение
20 октября состоялась премьера первого сингла альбома — «Being Beige». 4 ноября, стало известно, следующим синглом была выбрана песня «One and All (We Are)», и что он будет выпущен 5 ноября.
17 ноября было объявлено, что сделав предварительный заказ пластинки в онлайн-магазине SoundCloud, покупатель получал в подарок семплер Monuments to an Elegy, который включал в себя два ранее выпущенных сингла и ещё одну не изданную песню — «Tiberius». В тот же день, в журнале Vice состоялась премьера этой композиции.
20 ноября было объявлено, что следующий синглом альбома будет «Drum + Fife», он был выпущен на следующий день.
2 декабря, за неделю до релиза на «физических носителях», альбом можно было послушать целиком через сервис iTunes Radio.
26 ноября группа начала турне в поддержку альбома, в качестве дополнительных музыкантов были приглашены Брэд Уилк из Rage Against The Machine (ударные) и Марк Стормер из The Killers (бас-гитара), хотя Корган подчеркнул, что Уилк и Стормер смогут выступить только на некоторых шоу этих гастролей.

## Отзывы
| Совокупная оценка    | Совокупная оценка |
| Источник             | Оценка            |
| -------------------- | ----------------- |
| Metacritic           | (77/100)          |
| Оценки критиков      |                   |
| Источник             | Оценка            |
| Alternative Nation   | [ 26 ]            |
| Artist Direct        | [ 2 ]             |
| BlogCritics          | 87/100            |
| Consequence of Sound | B-                |
| DIY Magazine         | [ 29 ]            |
| The Guardian         | [ 30 ]            |
| The Scotsman         | [ 31 ]            |
| Visions              | [ 32 ]            |
| Rolling Stone        | [ 33 ]            |

Альбом получил в основном положительные отзывы прессы. Интернет-портал Artistdirect поставил диску высший балл — 5, отметив, что «Вы будете переслушивать хиты из этого альбома. Monuments to an Elegy можно поставить в один ряд с величайшими произведениями Коргана и лучшими альбомами альтернативного жанра. Smashing Pumpkins продолжают развиваться, и результаты не может быть более волшебным». В своей статье, рецензент журнала DIY заявил: «… это запись, является самой удобоваримой записью группы, с момента их реформирования в 2006 году. Её звучание, является чем-то средним между альбомами Siamese Dream и Mary Star of the Sea — проекта Коргана Zwan. Его лаконичность помогает сделать этот диск таким „дружелюбным“ для прослушивания».
Портал BlogCritics поставил альбому 87/100 баллов, отмечая: «Monuments to an Elegy — это наиболее приятная запись Pumpkins от начала и до конца, за последние годы. В целом, Oceania была тоже хороша (и большинством расценивалась лучше, чем диск Zeitgeist, хотя он был тоже чертовски хорошей записью), но все же в ней случались моменты, когда вы хотели, всё ещё хотели, перемотать к своим любимым трекам. В эпоху, когда продолжительность концентрации внимания у слушателей, казалось бы, становится все короче и короче, Билли Корган подстраивается под реалии времени и сочиняет девять, по большей части, сильных и относительно коротких, компактных трека (все, кроме одного — длятся менее четырёх минут). Это альбом для давних поклонников, новых фанатов („подсевших“ на группу с диска Oceania), и, возможно, даже некоторых поклонников „золотого периода“ группы, „застрявших“ в 90-х и желающих возрождения оригинального состава Pumpkins. Время покажет».
Рецензент российского издания Rolling Stone Александр Кондуков писал: «Треки с нового альбома Коргана, Шредера и Ли не похожи на старые хиты Pumpkins: в них больше от пауэр-попа The Cars и „новой волны“, что в очередной раз намекает на то, что слушал юный Билли перед тем, как заиграть психоделическую поп-музыку на основе риффов в духе Black Sabbath и Scorpions». Автор поставил альбому 4 звезды из 5 и подытожил: «Это отличный бонус: с помощью песен вроде „Run2me“ Корган учится разговаривать с условной аудиторией групп вроде The Killers и Temper Trap, которые во вторичном изводе слушают примерно ту же музыку, что и он сам в молодости. И эта попытка диалога в духе старенького фильма „Радиоволна“ рождает в нас если не умиление (в случае с Корганом это как-то странно), то уж точно какое-то иное тёплое чувство».

## Список композиций
| №                   | Название               | Длительность |
| ------------------- | ---------------------- | ------------ |
| 1.                  | «Tiberius»             | 3:02         |
| 2.                  | «Being Beige»          | 3:39         |
| 3.                  | «Anaise!»              | 3:33         |
| 4.                  | «One and All (We Are)» | 3:44         |
| 5.                  | «Run2Me»               | 4:08         |
| 6.                  | «Drum + Fife»          | 3:54         |
| 7.                  | «Monuments»            | 3:30         |
| 8.                  | «Dorian»               | 3:45         |
| 9.                  | «Anti-Hero»            | 3:20         |
| Общая длительность: | Общая длительность:    | 32:35        |

## Участники записи
The Smashing Pumpkins
- Билли Корган — вокал, гитара, бас-гитара, клавишные и синтезаторы
- Джефф Шредер — гитара

Приглашённые музыканты
- Томми Ли — ударные

Производство
- Говард Уиллинг — продюсирование
- Дэвид Боттрилл — микширование
- Хоуи Вайнбнерг — мастеринг